# Persone di nome Paul/Allenatori di calcio
| Questa pagina contiene informazioni ricavate automaticamente dalle voci biografiche con l'ausilio del template Bio e di un bot. L'aggiornamento è periodico e automatico e ricostruisce completamente la pagina. Se manca una persona in questa lista, sei pregato di non aggiungerla, ma accertati piuttosto che la sua voce biografica contenga il template Bio e che i dati anagrafici siano correttamente compilati. Se il template Bio manca, inseriscilo tu stesso o, in alternativa, metti l'avviso {{tmp\|Bio}} che ne segnala la mancanza. Se i dati riportati sono sbagliati, correggi direttamente la voce biografica; le modifiche saranno visibili in questa lista entro pochi giorni. Per chiarimenti vedi il progetto antroponimi. La lista contiene solo le 57 persone che sono citate nell'enciclopedia e per le quali è stato implementato correttamente il template Bio. Pagina aggiornata al 6 ago 2025. |

Questa è una lista di persone presenti nell'enciclopedia che hanno il nome Paul e sono allenatori di calcio.

## A(1)
- Paul Ashworth, allenatore di calcio e dirigente sportivo inglese (Buxton, n. 1969)

## B(6)
- Paul Baron, allenatore di calcio e calciatore francese (Saint-Maur-des-Fossés, n. 1895 - Saint-Médard-de-Mussidan, † 1973)
- Paul Bodin, allenatore di calcio e ex calciatore gallese (Cardiff, n. 1964)
- Paul Bracewell, allenatore di calcio e ex calciatore inglese (Heswall, n. 1962)
- Paul Bravo, allenatore di calcio e ex calciatore statunitense (Campbell, n. 1968)
- Paul Brush, allenatore di calcio e ex calciatore inglese (Plaistow, n. 1958)
- Paul Butler, allenatore di calcio e ex calciatore irlandese (Manchester, n. 1972)

## C(7)
- Paul Caddis, allenatore di calcio e ex calciatore scozzese (Irvine, n. 1988)
- Paul Caligiuri, allenatore di calcio e ex calciatore statunitense (Westminster, n. 1964)
- Paul Clement, allenatore di calcio e ex calciatore inglese (Wandsworth, n. 1972)
- Paul Codrea, allenatore di calcio e ex calciatore rumeno (Timișoara, n. 1981)
- Paul Cominges, allenatore di calcio e ex calciatore peruviano (Lima, n. 1975)
- Paul Cook, allenatore di calcio e ex calciatore inglese (Liverpool, n. 1967)
- Paul Crosbie, allenatore di calcio e ex calciatore britannico (Dumfries, n. 1976)

## D(1)
- Paul Dickov, allenatore di calcio e ex calciatore scozzese (Glasgow, n. 1972)

## F(3)
- Paul Franklin, allenatore di calcio e ex calciatore inglese (n. 1963)
- Paul Furlong, allenatore di calcio e ex calciatore inglese (Wood Green, n. 1968)
- Paul Futcher, allenatore di calcio e calciatore inglese (Chester, n. 1956 - Sheffield, † 2016)

## G(2)
- Paul Gerrard, allenatore di calcio e ex calciatore britannico (Heywood, n. 1973)
- Paul Groves, allenatore di calcio e ex calciatore inglese (Derby, n. 1966)

## H(6)
- Paul Hall, allenatore di calcio e ex calciatore giamaicano (Manchester, n. 1972)
- Paul Hart, allenatore di calcio e ex calciatore inglese (Golborne, n. 1953)
- Paul Hartley, allenatore di calcio e ex calciatore scozzese (Hamilton, n. 1976)
- Paul Heckingbottom, allenatore di calcio e ex calciatore inglese (Barnsley, n. 1977)
- Paul Hegarty, allenatore di calcio e ex calciatore scozzese (Edimburgo, n. 1954)
- Paul Van Himst, allenatore di calcio, ex calciatore e dirigente sportivo belga (Sint-Pieters-Leeuw, n. 1943)

## I(1)
- Paul Ince, allenatore di calcio e ex calciatore inglese (Ilford, n. 1967)

## J(3)
- Paul John James, allenatore di calcio e ex calciatore canadese (Cardiff, n. 1963)
- Paul Janes, allenatore di calcio e calciatore tedesco (Leverkusen, n. 1912 - Düsseldorf, † 1987)
- Paul Jewell, allenatore di calcio e ex calciatore inglese (Liverpool, n. 1964)

## K(1)
- Paul Konchesky, allenatore di calcio e ex calciatore inglese (Londra, n. 1981)

## L(3)
- Paul Lambert, allenatore di calcio e ex calciatore scozzese (Glasgow, n. 1969)
- Paul Le Guen, allenatore di calcio, dirigente sportivo e ex calciatore francese (Quimper, n. 1964)
- Paul Lodge, allenatore di calcio e ex calciatore inglese (Liverpool, n. 1961)

## M(2)
- Paul Mebus, allenatore di calcio e calciatore tedesco (Benrath, n. 1920 - † 1993)
- Paul Munster, allenatore di calcio e ex calciatore nordirlandese (Belfast, n. 1982)

## O(2)
- Paul Okon, allenatore di calcio e ex calciatore australiano (Sydney, n. 1972)
- Paul Oßwald, allenatore di calcio e calciatore tedesco (n. 1905 - Francoforte sul Meno, † 1993)

## P(3)
- Paul Philipp, allenatore di calcio e ex calciatore lussemburghese (Dommeldange, n. 1950)
- Paul Put, allenatore di calcio, dirigente sportivo e ex calciatore belga (Anversa, n. 1956)
- Paul Pârvulescu, allenatore di calcio e ex calciatore rumeno (Mediaș, n. 1988)

## S(4)
- Paul Schönwetter, allenatore di calcio e ex calciatore tedesco (n. 1958)
- Paul Simpson, allenatore di calcio e ex calciatore inglese (Carlisle, n. 1966)
- Paul Stalteri, allenatore di calcio e ex calciatore canadese (Etobicoke, n. 1977)
- Paul Sturrock, allenatore di calcio e ex calciatore britannico (Ellon, n. 1956)

## T(4)
- Paul Tait, allenatore di calcio e ex calciatore inglese (Newcastle upon Tyne, n. 1974)
- Paul Tisdale, allenatore di calcio e ex calciatore maltese (La Valletta, n. 1973)
- Paul Todd, allenatore di calcio e calciatore inglese (Middlesbrough, n. 1920 - † 2000)
- Paul Trollope, allenatore di calcio e ex calciatore gallese (Swindon, n. 1972)

## W(7)
- Paul Wade, allenatore di calcio e ex calciatore australiano (Cheshire, n. 1962)
- Paul Ward, allenatore di calcio e ex calciatore inglese (Fishburn, n. 1963)
- Paul Warhurst, allenatore di calcio e ex calciatore inglese (Stockport, n. 1969)
- Paul Warne, allenatore di calcio e ex calciatore inglese (Norwich, n. 1973)
- Paul Wilkinson, allenatore di calcio e ex calciatore inglese (Louth, n. 1964)
- Paul Williams, allenatore di calcio e ex calciatore inglese (Burton upon Trent, n. 1971)
- Paul Wotton, allenatore di calcio e ex calciatore inglese (Plymouth, n. 1977)

## Z(1)
- Paul Zielinski, allenatore di calcio e calciatore tedesco (n. 1911 - † 1966)